# Test Mantoux

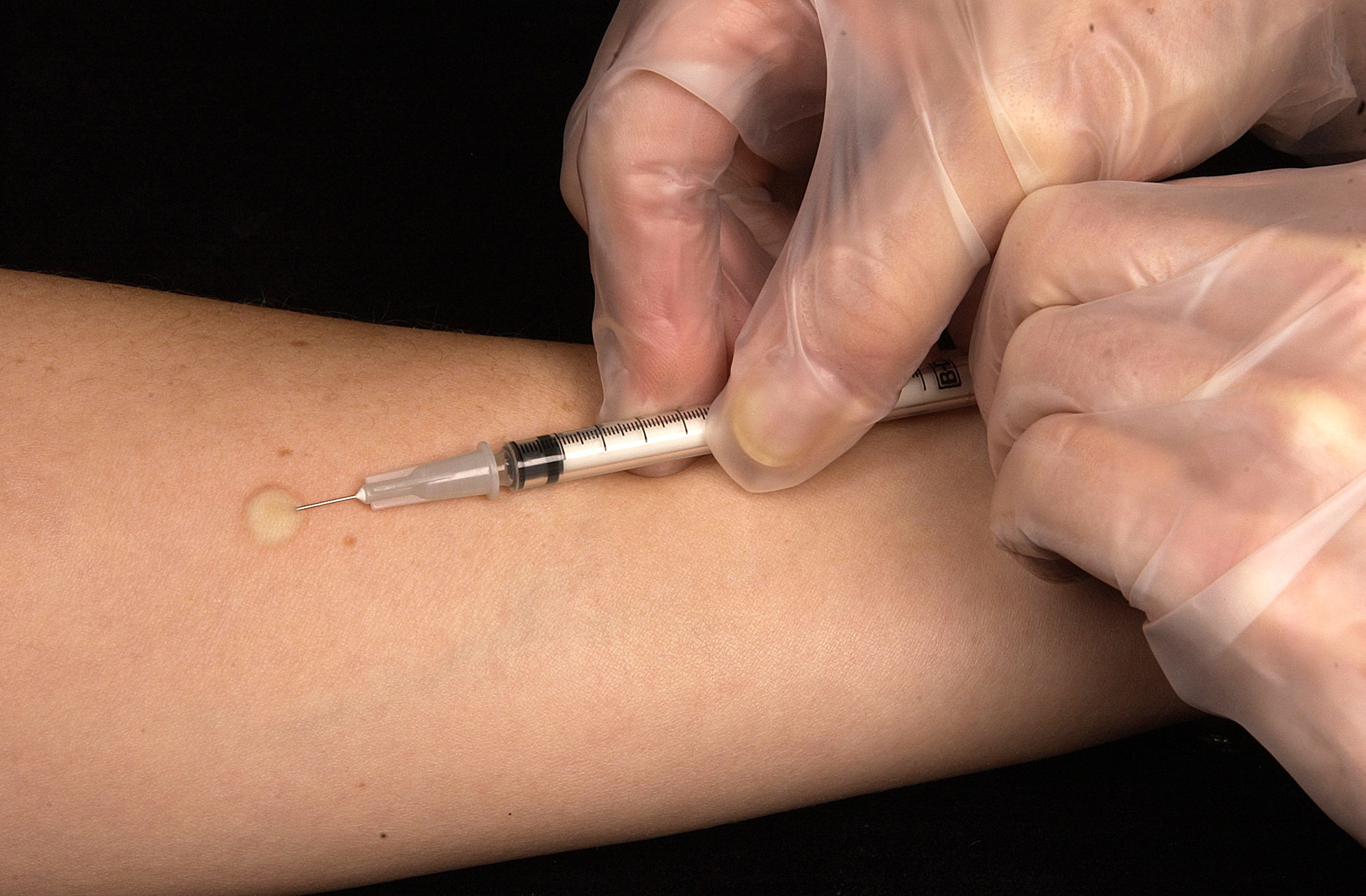
Le test de sensibilité à la tuberculine ou test Mantoux, pour le dépistage de la tuberculose.

Le test Mantoux (ou test de dépistage Mantoux, test de sensibilité à la tuberculine, test Pirquet, ou test PPD (pour l'anglais : Purified Protein Derivative : dérivé protéique purifié), intradermo à la tuberculine) est un outil diagnostique pour la tuberculose. Le test Mantoux est utilisé aux États-Unis et est recommandé par l'American Thoracic Society et les Centers for Disease Control and Prevention (CDC). Les tests à ponction multiple tels que le test Tine ne sont pas recommandés. Le test Mantoux est l'un des deux principaux tests cutanés à la tuberculine utilisés dans le monde pour dépister la tuberculose. Jusqu'en 2005, le test Heaf (en) était utilisé au Royaume-Uni mais il a été remplacé par le test Mantoux. Ces tests cutanés sont aussi nommés « cuti-réactions ».

## Histoire
Le test a été annoncé en 1890 par Robert Koch. Il porte le nom de Charles Mantoux, un médecin français qui le mit au point en 1907 à partir du travail de Koch et de Clemens von Pirquet.

## Procédure
Une dose standard de 5 unités de tuberculine (0,1 mL) est injectée sous la peau et on fait une lecture du résultat 48 à 72 heures plus tard. On s'attend à ce qu'une personne qui a été exposée à la bactérie montre une réponse immunitaire de la peau.
La réaction est lue en mesurant le diamètre de l'induration (aire palpable durcie) en travers de l'avant-bras (perpendiculairement à l'axe en longueur) en millimètres. L'absence d'induration doit être indiquée « 0 mm ». L'érythème (rougeur) ne doit alors pas être mesuré.
Si une personne a une histoire de tests cutanés positifs à la tuberculine, un autre test n'est pas nécessaire.

## Induration
L'induration apparaissant sur le bras du patient 48 à 72 heures après l'injection correspond essentiellement à une accumulation de liquide biologique, d’infiltration de monocytes (80 %) et de lymphocytes T mémoires (20 %).

## Classification des réactions à la tuberculine

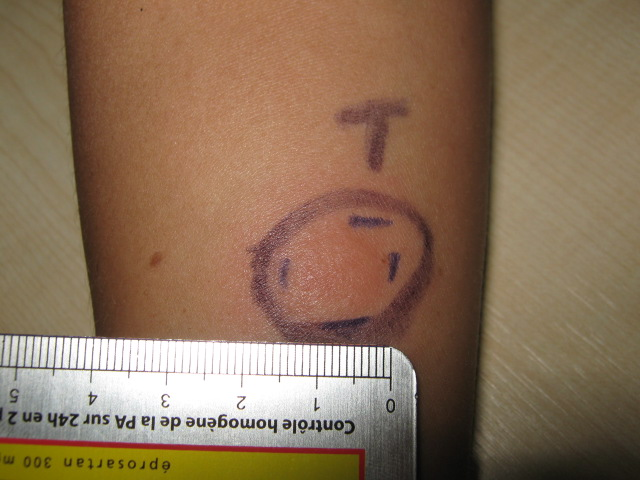
Intradermoréaction à la tuberculine lue entre la 48e et la : induration mesurée à 15 mm.

Les résultats de ce test doivent être interprétés soigneusement. Les facteurs de risques médicaux de la personne déterminent à quelle taille en millimètres de l'induration le résultat est positif (5 mm, 10 mm, ou 15 mm). S'il n'y a pas eu de vaccination par le BCG, un résultat positif indique une infection par la tuberculose (couramment abrégée « TB »).
- 5 mm ou plus est positif chez les personnes
  - HIV-positives,
  - ayant eu un contact récent avec des tuberculeux,
  - avec des changements nodulaires ou fibrotiques sur les radiographies des poumons qui sont cohérents avec une tuberculose traitée antérieurement,
  - transplantées d'organes ou autres patients immunodéprimés
- 10 mm ou plus est positif chez les personnes
  - récemment arrivées (moins de cinq ans) de pays où la maladie est endémique,
  - utilisatrices de drogues en injection,
  - résidentes ou employées dans des environnements à haut risque (par exemple, les prisons, maisons de soins, hôpitaux, abris pour SDF, etc.),
  - personnels de laboratoires en mycobactériologie,
  - personnes dans des conditions cliniques telles qu'elles sont classées à haut risque (par exemple : diabète, thérapie prolongée aux corticostéroïdes, leucémie, défaillance rénale, syndrome chronique de malabsorption, poids corporel bas, etc.),
  - enfants de moins de 4 ans, ou enfants et adolescents exposés à des adultes dans des catégories à haut risque.
- 15 mm ou plus est positif chez les personnes
  - n'ayant aucun facteur de risque connu pour la tuberculose,
  - (Note : des programmes de test cutanés ciblés ne doivent être réalisés que parmi des groupes à haut risque).

Une conversion au test à la tuberculine est définie comme une augmentation de 10 mm ou plus au cours d'une période de 2 ans, quel que soit l'âge.

## Faux-positifs
Les résultats faux-positifs peuvent être causés par des mycobactéries non tuberculeuses ou des vaccins Bacille Calmette et Guérin antérieurs. Des vaccinations au BCG peuvent conduire à des faux-positifs pendant plusieurs années.

## Vaccin BCG et test Mantoux
Il y a un désaccord concernant le rôle du dépistage par le test Mantoux chez les personnes ayant été vaccinées. La recommandation française est que le dépistage cutané à la tuberculine n'est pas contrindiqué pour les personnes vaccinées au BCG et que les vaccinations au BCG antérieures ne doivent pas influencer l'interprétation du test. La recommandation britannique est que le test à l'interféron-γ doit être utilisé pour aider à interpréter les résultats positifs au test Mantoux, et que le dépistage en série cutané à la tuberculine ne doit pas être fait chez les gens ayant reçu une vaccination au BCG antérieure. Veuillez vous référer au chapitre sur la tuberculose latente pour une discussion sur les deux approches. En général, la recommandation américaine conduit à un nombre plus grand de personnes faussement diagnostiquées avec de la tuberculose latente, alors qu'au Royaume-Uni on manque probablement certains patients avec une tuberculose latente qui devraient être traitées.
Selon les recommandations américaines, le diagnostic et le traitement de l'infection à la tuberculose latente (LTBI) est mis en place pour toute personne vaccinée au BCG dont le test cutané est 10 mm ou plus, si une de ces circonstances est présente :
- a été en contact avec une autre personne avec une tuberculose infectieuse ;
- est née ou a vécu dans un pays où le TB est endémique ;
- est continuellement exposé à des populations où le taux de prévalence de la tuberculose est élevé.

## Anergie et dépistage
En principe, en cas d'anergie, un manque de réaction des mécanismes de défense du corps au contact de substances étrangères, la réaction à la tuberculine va se produire faiblement, compromettant ainsi la valeur du test Mantoux. L'anergie est présente, par exemple, dans le cas du SIDA, une maladie qui affecte profondément le système immunitaire. De ce fait, un type particulier de dépistage est conseillé dans le cas où il y a suspicion d'anergie. Le dépistage type anergie de routine n'est cependant pas recommandé.

## Dépistage en deux étapes
Certaines personnes atteintes de tuberculose latente peuvent avoir des réactions cutanées négatives au test lorsqu'elles sont soumises au test des années après l'infection. Le test cutané initial peut stimuler la capacité à réagir à la tuberculine. Des réactions positives à des tests ultérieurs peuvent être traduites faussement comme une nouvelle infection.
Il faut utiliser le dépistage en deux étapes pour le dépistage cutané initial des adultes qui seront re-testés périodiquement (par exemple, les travailleurs du secteur de la santé).
- Retour pour la première lecture 48 à 72 heures après l'injection :
  - si le premier test est positif, considérer que la personne est infectée ;
  - Si le premier test est négatif, procéder au second test 1 à 3 semaines après la première injection.
- Retour pour la seconde lecture 48 à 72 heures après l'injection :
  - Si le second test est positif, considérer la personne comme infectée ;
  - Si le second test est négatif, considérer la personne non infectée.

Une personne ayant été diagnostiquée « infectée » lors d'un dépistage en deux étapes est appelée « converteur à la tuberculine ». La recommandation américaine d'ignorer les vaccinations antérieures au BCG conduit à avoir comme résultats un taux presque universel de faux diagnostics d'infection à la tuberculose chez les personnes ayant reçu le BCG (principalement des étrangers). Veuillez vous référer au chapitre sur le bacille de Calmette et Guérin pour la discussion sur le boosting. Les recommandations britanniques évitent cette erreur.

## Développements récents
Plusieurs autres tests sont en cours de développement pour remplacer le test Mantoux.
Le QuantiFERON-TB Gold est un test sanguin qui mesure la réactivité immunitaire du patient à la bactérie de la tuberculose (TB). Il est utile pour le dépistage initial et sériel de personnes avec un risque accru d'infection latente ou active de tuberculose. Des recommandations pour l'utilisation du QuantiFERON-TB Gold ont été données par le CDC en décembre 2005. Le QuantiFERON-TB Gold a reçu l'approbation de la FDA aux États-Unis, a reçu la marque CE en Europe et a reçu l'approbation du MHLW au Japon.
Le T-SPOT.TB est un test in vitro qui analyse la réponse spécifique des lymphocytes T vis-à-vis d'antigènes spécifiques de Mycobacterium tuberculosis. Il est basé sur la technologie Elispot qui permet de détecter et de numérer les cellules lymphocytaires capables de produire de l'inteféron-gamma en réponse à cette stimulation antigénique in vitro. Il permet un dépistage de la tuberculose latente et s'avère positif en cas de tuberculose active.
Le test T-SPOT.TB a reçu le marquage CE en 2004 et a été approuvé par la FDA en 2008[réf. souhaitée].

## Test Heaf
Le test Heaf est un test cutané à la tuberculine utilisé autrefois au Royaume-Uni, mais dont on a arrêté l'usage en 2005.
Les niveaux positifs équivalents à ceux du test Mantoux sont obtenus avec 10 unités tuberculiniques (0,1 mL 100 TU/mL, 1:1000) sont
- induration de 5 mm : Heaf 0-1
- induration de 5  à   15 mm : Heaf 2
- induration de plus de 15 mm : Heaf 3-4